# Serjania nutans
Serjania nutans là một loài thực vật có hoa trong họ Bồ hòn. Loài này được Poepp. miêu tả khoa học đầu tiên năm 1844.